# 园林街道 (潜江市)
园林街道，是中华人民共和国湖北省潜江市下辖的一个乡镇级行政单位。

## 行政区划
园林街道下辖以下地区：
城南社区、东方社区、辉煌社区、深河社区、徐角社区、马昌湖社区、金陵寺社区、红军路社区、建设街社区、小东门社区、西堤社区、南浦路社区、喻家台社区、三板桥社区、笔架山社区、江夏社区、红庙社区、章华社区、物探处社区、袁桥村、大桥村、梅咀村、光明村、月波村、紫月村、马家村和工农村。